# Alexandru B. Știrbei
Alexandru Barbu Știrbei (n. 1837, București – d. 1 martie 1895, București) a fost un om politic român, care a îndeplinit funcția de ministru de finanțe al României în anul 1891. A fost fiul mijlociu al domnitorului Barbu Știrbei, fratele mai mic al lui George Barbu Știrbei și nepot al altui domnitor, Gheorghe Bibescu.

## Biografie

### Origini și primii ani de viață
Născut în București, Alexandru a fost fiul lui Barbu, viitorul domnitor al Țării Românești. A fost, de asemenea, nepotul de fratel al Domului Gheorghe Bibescu, vărul aventurierului Georges Bibesco și unchiul pionierului aeronautic George Valentin Bibescu. Ca atare, el a fost, de asemenea, unchiul scriitoarei Anna de Noailles. Celălalt vărul său a fost poetul Alexandru Bibescu.
Familia aparținea micii aristocrații boierești a Olteniei și, mai precis, a județului Gorj, urmărindu-și originea de la răzeșul Bibul. Primul său membru influent a fost bunicul lui Alexandru, Logofătul Dumitrachi Bibescu, a cărui viață a coincis cu sfârșitul domniei fanariote și ascensiunea boierilor nativi sau asimilați. Protejat al Prințului Grigore al IV-lea Ghica în anii 1820, el s-a căsătorit cu  Ecaterina, nepoata boieroaicei Safta Brâncoveanu și membră a familiei Văcărescu. Cel de-al doilea fiu al lui a fost adoptat de Vornicul Barbu C. Știrbei, care i-a lăsat numele, moșia Cepturoaia, și podgoria  Drăgășani. Ramurile Bibescu și Știrbei au rămas distincte și competitive, cei doi frați candidând unul împotriva celuilalt la alegerile domnești din 1842 — deși în cele din urmă Barbu i-a cedat lui Gheorghe voturile săle.
În total, Barbu Dimitrie Știrbei a avut șapte copii cu soția sa din familia Cantacuzino, Elisabeta. Fratele mai mare al lui Alexandru, George Barbu Știrbei, a avut o carieră în forțele militare ale Țării Românești. Atât fratele, cât și tatăl său, care a abdicat, au câștigat locuri de deputați în divanul ad-hoc din alegerile din septembrie 1857. În urma înființării Principatelor Unite, Gheorghe a montat opoziția împotriva domnitorului Alexandru Ioan Cuza și, în 1860, a fost arestat pentru răzvrătire. O soră, Elena, s-a căsătorit cu contele Leo Larisch von Mönnich din Cieszyn Silezia; în 1855, s-a născut fiul ei Georg, viitorul soț al baronesei Wallersee. Printre cumnații săi s-au inclus generalul Ion Emanuel Florescu și politicianul Alexandru Plagino.
Atât Alexandru, cât și celălalt frate, Dimitrie, au fost inițial alungați din Țara Românească de războiul din Crimeea: în noiembrie 1853, invazia țării de către Rusia i-a forțat să se stabilească la Paris. Alexandru a studiat la Școala militarăSaint-Cyr, dar este de asemenea cunoscut că a deținut o diplomă în științe. El a obținut un rang de ofițer în armata franceză sub cel de-Al Doilea Imperiu, înainte de a fi rechemat în Țara Românească de tatăl său în timpul Războiului italian din 1859.

### Intrarea în politică
Prințului Barbu și fiilor săi li s-a oferit o ultimă șansă de a lua tronul peste ambele principate, la începutul anului 1866. Spre deosebire de Sașa Cuza, toți prinții Știrbei și Bibescu au renunțat la pretențiile lor vagi la tron după ascensiunea unui domnitor străin, Carol de Hohenzollern. Fostul domn al Țării Românești l-a vizitat pe Carol, făgăduindu-i sprijinul lui și al fiilor săi. George Știrbei a fost un adept entuziast al noului regim, servindu-l pe Carol ca ministru de externe. În câțiva ani, a renunțat la politică, fie din cauza bolii, fie din cauza senzației că a fost umilit de Carol. Dimitrie Știrbei, a fost un reprezentant diplomatic înainte de a încerca o carieră politică în anii 1880.
La rândul său, Alexandru a fost inactiv în timpul domniei lui Cuza și în prima perioadă a domniei lui Carol, înainte de a intra în viața politică cu partidul "albilor" (conservatori). În 1867, el a început activitatea filantropică prin aderarea la un comitet de ajutorare în caz de foamete, la care tatăl său a contribuit cu 10.000 de lei.. În 1866, s-a alăturat comisiei monarhiste de dreapta formate în jurul ziarului "Ordinea". La moartea tatălui său în 1869, mama și fratele lui mai mare s-au retras în Franța, iar Alexandru a moștenit reședința Știrbei de pe Calea Victoriei și un domeniu al familiei la Buftea. Acesta din urmă a fost cumpărată de prințul Barbu în 1845, unde  și-a construit palatul în stil neogotic. Alexandru s-a căsătorit cu Maria Ghica-Comănești din familia Ghica. Ea a adus ca zestrie, vinăria de la Dărmănești, pe care el a transformat-o într-un conac, precum și terenurile agricole din Brusturoasa și Mândrești. Au avut opt copii împreună (doi fii și șase fiice), inclusiv pe Eliza (născut în 1870) și Barbu Alexandru (născut în 1872).

Blazonul familiei Știrbei

A. B. Știrbei a intrat în Adunarea Deputaților în legislatura 1871-1875, ocupând un loc din partea județului Dolj (iunie 1872).  Asistând pe colegul său deputatul Gheorghe Manu, el a încercat să rezolve Afacerea Strousberg prin revinderea acțiunilor feroviare către statul român.  Împotriva altor colegi, el nu a favorizat vânzarea mai multor acțiuni englezului George Crawley, observând că acesta din urmă nu avea acreditări.  În mai 1874, a fost raportor la negocierile cu Austro-Ungaria, care s-au ocupat în special de deschiderea rețelei feroviare românești spre compania imperială feroviară austriacă StEG, prin legăturile din Bolvașnița și Predeal. Prin aceasta, el a urmat o linie politică care fusese stabilită de fratele său.
De asemenea, Știrbei a făcut parte din comisia de anchetă privind activitățile lui Petre Mavrogheni în funcția de ministru al finanțelor și din grupul care a investigat acuzațiile de deturnare de către primarul orașului București, Nicolae C. Brăiloiu. În alegerile din iulie 1874, a fost numit în Consiliul General al Bucureștiului, alături de Manu și de Dimitrie Ghica. Înainte de alegerile legislative din 1875, Știrbei s-a aliat cu fracțiunea "liberal conservatoare" a lui Ghica, care urmărea să reconcilieze "albii" și mișcarea liberală. Ulterior, Știrbei s-a concentrat pe cariera sa din Adunarea Deputaților. În aprilie 1876, împreună cu Petre P. Carp, el a oferit sprijin condiționat noului prim-ministru Florescu, care, deși conservator și vărul lui Știrbei, a fost impus de domnitorul Carol.
În alegerile din iunie 1876, Știrbei a fost unul dintre cei doi conservatori câștigători în primul colegiu, din nou la Dolj - toate celelalte locuri au fost luate de un partid național-liberal consolidat. În această legislatură România a intrat în războiul ruso-turc și și-a declarat independența. În acest context, Știrbei, Pantazi Ghica, Petru Grădișteanu, Pache Protopopescu, Dimitrie Sturdza și alți deputați au susținut sprijinul pentru ministrul de externe, Mihail Kogălniceanu, care a elaborat o declarație de război Imperiului Otoman. Pe măsură ce războiul s-a încheiat, Știrbei a încercat să se opună cedării Bugeacului Rusiei, considerând acest lucru drept un act de trădare.
La alegerile din 1879, a câștigat un loc la Ilfov, alături de asociatul său Ghica, în ceea ce a fost o surprinzătoare victorie a partidului "albilor". În 1880, el a fost printre membrii fondatori ai Partidului Conservator extins și editor al organului de partid, Timpul - unde a fost redactor, poetul Mihai Eminescu. În decembrie 1880, când Lascăr Catargiu a devenit șeful partidului, Știrbei s-a alăturat comitetului director, alături de Manu, Florescu, Menelas Ghermani, Alexandru Lahovari, Titu Maiorescu, Grigore Păucescu, Theodor Rosetti și Grigore Triandafil. În actul de reconciliere din 1881, Știrbei și-a prezentat omagiile prim-ministrului național liberal, Ion Brătianu, care a supraviețuit unei încercări de asasinat făcută de Ion Pietraru; mai târziu în acel an, a votat în favoarea înființării Regatului României, cu Carol ca rege al românilor.

### Junimea
În deceniul următor, A. B. Știrbei a căutat să liniștească aripa rebelă Junimea a conservatorilor, condusă de Maiorescu și Petre P. Carp. La 6 noiembrie 1881, cu susținerea junimiștilor, el a devenit liderul partidului, dar a fost înlocuit la 22 noiembrie de către Catargiu. El a rămas un oaspete notabil la întâlnirile literare ale Junimii. În timpul unui astfel de eveniment, în aprilie 1882, a fost unul dintre puțini care au auzit că Eminescu a citit o versiune a poemului  Luceafărul; în octombrie, Maiorescu a citit o lucrare a sa finalizată într-o sesiune specială desfășurată la conacul Știrbei din Buftea. El a fost în audiență în timp ce Alexandru Macedonski a recitat "Noaptea de noiembrie" (martie 1882) și Vasile Alecsandri a citit din noua sa piesă, Fântâna Blanduziei (martie 1884).
Împreună cu junimiști, Știrbei a făcut o revenire triumfătoare în Adunare, în scrutinul electoral din ianuarie 1888, deși victoria generală a fost pusă în pericol de disputele fracționale. Potrivit unei relatări, el s-a alăturat opoziției după eșecul negocierilor secrete cu Brătianu, care dorea ca el să devină liberal național. În martie, el a fost util în formarea "opoziției unite" care l-a îndepărtat pe Brătianu și l-a înlocuit cu junimistul Th. Rosetti. Ulterior el a fost Ministrul Lucrărilor Publice (martie-noiembrie 1888) și al Internelor (noiembrie 1888-martie 1889), fiind din nou ales la Dolj în octombrie 1888. În calitate de ministru de interne, a trebuit să se ocupe de efectele unei revolte țărănești care a avut loc în prima jumătate a anului 1888, precum și de prima grevă generală a tipografilor, care s-a încheiat prin satisfacerea anumitor cerințe ale muncitorilor. De asemenea, el a fost însărcinat cu rezolvarea chestiunii participării române la Expoziția Universală de la Paris, participare la care s-a opus vărul său, Georges Bibesco, care conducea Comitetul Național. Un contemporan l-a descris ca fiind "loial, muncitor, priceput și precis în îndatoririle sale". În contrast, George Panu al Partidului Radical a batjocorit "cea mai profundă muțenie" a lui ca deputat, singura "pasiune" vizibilă fiind aceea de a-și recâștiga un loc ministerial. În ciuda faptului că el are "toate calitățile negative", un "absolut nimeni" în politică.
Știrbei a fost în cele din urmă înlăturat de noul prim-ministru conservator, Catargiu, care a curățat posturile de conducere de junimiști. El a revenit la cabinetul ministerial sub o administrație conservatoare ulterioară, înființată de generalul Florescu (noiembrie-decembrie 1891), când a fost ministru al Finanțelor. A demisionat pentru a fi înlocuit de Ghermani, în timpul unei remanieri, deși, pentru o perioadă de timp, a fost un  potențial membru al cabinetului consolidat.  El a continuat să dețină locuri în Adunare și, în urma alegerilor din 1892, l-a înlocuit pe Păucescu în funcția de vicepreședinte al Camerei.
În acest interval, Știrbei s-a implicat în propunerile pentru un nou terminal feroviar la Cotroceni. El a prezidat un juriu arhitectural care a favorizat proiectul lui Alexandre Marcel, în ciuda acuzațiilor de plagiat. În iulie 1894, alături de Manu, Sturdza, Triandafil și Constantin C. Arion, a înființat Banca Agricolă. Afacerile sale s-au concentrat pe Buftea, unde a inaugurat o fabrică de conserve, douăzeci de livezi, o grădină și cincizeci de podgorii. Până în 1898, proprietatea sa însuma 2350 de hectare, mai mult de jumătate din teritoriul Buftea. A petrecut veri la Dărmănești, unde era vecin și prieten cu un coleg conservator, Radu Rosetti. Acolo, Știrbei și fiul său mai mic, George, și-au înființat o afacere în silvicultură și prelucrare a lemnului.
Știrbei a avut o contribuție și ca filantrop, el având o legătură specială cu sediul său de circumscripție din Oltenia, Craiova. A oferit burse orfanilor născuți în acel oraș, a construit o parte din drumului spre Calafat și a sponsorizat linia de cale ferată adiacentă; a ridicat și podul memorial Jitianu, a fost ctitor al Bisericii Ortodoxe Sfânta Treime și a donat bucata de pământ pe care a fost construit Colegiul Național Carol I. Pe proprietățile sale oltenești, la Pătulele, Știrbei l-a angajat pe horticultorul Friedrich Grunow, care a refăcut zona cu salcâm negru, care a stopat deșertificarea. Din 1888, Știrbei a căutat, de asemenea, numirea în calitate de curator al Așezămintelor Brâncovenești, o organizație de caritate creată de mătușa sa, Zoe Brâncoveanu, care și-a donat proprietatea din Cervenia pentru a fi folosită. El a împărțit această poziție cu vărul său Georges. Împreună, verii au condus și Spitalul Brâncovenesc, înființând o zonă de carantină la izbucnirea holerei din 1893.

### Deces și moștenire
Din 1885, când soția lui, Maria, a murit la naștere, Știrbei și-a crescut singur copiii. În 1890, el și-a căsătorit fiica Elisa, cu tânărul latifundiar și politico-junimist, Alexandru Marghiloman. În februarie 1895, Știrbei a fost grav bolnav. La 13 martie (stil vechi: 1 martie) în acel an, el a murit în mod neașteptat la palatul său din București și a fost  "plâns nu doar de o parte, ci de întreaga țară". Adunarea a ținut un minut de tăcere în onoarea sa. A fost înmormântat lângă tatăl și frații săi, în cripta de la Buftea. Ceremonia a fost generoasă, și la ea au participat Prințul Moștenitor Ferdinand și Matei Vlădescu, în numele regelui, precum și cabinetul Catargiu și diplomații străini. Fratele său mai mare, care și-a tăiat legăturile cu România, i-a supraviețuit cu trei decenii, murind la peste 90 de ani ca proprietar al unui castel din Bécon-les-Bruyères. Patron al artelor, el a fost căsătorit cu actrița Gustave Haller, adoptând în 1888 pe fiicele ei, Consuelo și Georges Achille Fould și sponsorizând pregătirea lor ca pictorițe. Fratele său mai mare, Dimitrie, a lăsat o fiică, Martha, care s-a căsătorit în 1901 cu ofițerul austriac Hans von Blome, deschizând mai târziu un salon literar la Viena.
Prin testament, Știrbei l-a făcut pe prietenul său junimist Ghermani tutore al copiilor săi mai mici, cu Triandafil drept consilier recomandat. Mare parte a moșiilor sale a fost moștenită de Barbu Alexandru, care se semna "Știrbey" și a fost cunoscut ca "Prințul Alb". El a sporit considerabil averea familiei prin creșterea intensivă a animalelor, investiția în recolte pionier și preluarea preocupărilor bancare,, și închirierea proprietăților familiei. El s-a bucurat de o influență politică asupra noii instituții, alături de conservatori și de fratele său George (care a servit un timp în Adunarea pentru Dolj), dar mai târziu a schimbat părțile. Elisa a divorțat de Marghiloman și, în 1907, s-a căsătorit cu liderul național liberal Ion I. C. Brătianu. Surorile lor, de asemenea, au făcut căsătorii de elită: Zoe cu  George Cretzianu, Maria (Marieta) cu Gheorghe Balș, Adina cu generalul George Moruzi. Zoe a murit de tânără, în 1896, lăsând gemenii Alexandru și George G. Cretzianu. Ioana, ea însăți filantrop, s-a căsătorit cu un ofițer, Radu R. Rosetti, în martie 1907; ea a murit șapte ani mai târziu, lăsându-și soțul singurul proprietar al Brusturoasa și Mândrești.
Buftea a devenit un loc favorit pentru elita românească din 1909, însă Barbu a pierdut Dărmănești în favoarea lui George și a soției acestuia, Elisabeta "Lysbeth" Băleanu; ei au reconstruit-o folosind talentele arhitectonice ale lui Nicolae Ghica-Budești. Curator al Domeniilor Regale după decesul lui Ioan Kalinderu, "Prințul Alb" a fost renumit ca iubitul reginei Maria a României și presupusul tată al prințesei Ileana.  De asemenea, el a avut o relație amicală cu soțul Mariei, regele Ferdinand, despre care se pare că l-a convins să se alăture Puterilor Antantei. Războiul a împărțit frații Știrbei: înainte de moartea sa de tifos în decembrie 1917, George a susținut fracțiunea conservatoare formată de Marghiloman și Lupu Kostaki și a favorizat Puterile Centrale.
|                                       |
| Palatul Știrbei de pe Calea Victoriei |

|                           |
| Capela Știrbei din Buftea |

|                                  |
| Conacul Știrbei de la Dărmănești |

| |
| Reclamă din 1910 de Ion Theodorescu-Sion, arătându-l pe actorul Ion Brezeanu făcând baie în "vinul Știrbey" |

În ianuarie 1927, muribundul Ferdinand l-a numit pe Prinț prim-ministru, dar Știrbey a fost răsturnat după numai două săptămâni de Brătianu, care a murit și el în acel an. Statutul său fiind amenințat de încoronarea în 1930 a unui Carol al II-lea ostil, Știrbey a trăit în exil în Franța, unde a supraviețuit unei încercări de asasinat. S-a întors în țară în timpul celui de-al Doilea Război Mondial.  La acea vreme, nepotul său, George Cretzianu, era ministru al finanțelor al statului național legionar. În 1944, împreună cu celălalt nepotul său, Alexandru Cretzianu, "Printul Alb" a aranjat negocierile cu Puterile Aliate din Egipt. Ultima sa acțiune a fost ca oponent al Partidului Comunist Român, nereușind să revină ca prim-ministru în 1945, înainte de a muri în anul următor, în împrejurări misterioase. Elisa a supraviețuit până în 1957, a murit în sărăcie și izolare în timpul regimului comunist, dar a obținut o faimă postumă ca memorilist.
Din căsnicia cu verișoara sa Nadèje Bibescu, "Prințul Alb" a avut patru fiice, toate părăsind România înainte de naționalizarea Buftei. Ginerii lui au fost: istoricul Șerban Flondor, fiul lui Iancu Flondor; anticomunistul Grigore Niculescu-Buzești și Nicolae Costinescu, proprietarul fabricii de arme de la Sinaia. Nepoata lui și a Elisei, Marina Știrbei, care a moștenit Dărmănești, a fost pilot de război în escadrilele albe, fugind din țară cu copiii după arestarea soțului ei, Constantin Basarab Brâncoveanu. Văduvul Ioanei, generalul Rosetti, a murit ca  prizonier al regimului comunist. Radu Jr, unul din cei patru copii ai lor, a fost în mod similar persecutat. Conacul de la Dărmănești a fost de asemenea pierdut în favoarea statului, care l-a folosit ca sanatoriu. Casa de pe Calea Victoriei a devenit muzeu de ceramică.
După Revoluția Română din 1989, au existat dispute juridice în jurul a diferitelor proprietăți ale lui Știrbei. Fostul muzeu de pe Calea Victoriei, grav afectat de cutremurul din martie 1977, a fost recuperat în 2004 de Ioana, baroneasa Kripp-Costinescu, care a fost singurul mostenitor al "Prințului Alb". Acesta a fost ulterior revândut unui controversat dezvoltator imobiliar. Complexul Buftea, listat de Registrul Național al Monumentelor Istorice din România, a fost vândut și revândut dezvoltatorilor, iar în 2016 a fost evaluat la 20 de milioane de euro. În 2011, a devenit gazda unui festival pop anual, Summer Well. Ramura Kripp a păstrat dreptul de proprietate asupra podgoriilor din Drăgășani, pe care le-au transformat într-un producător de frunte al Tămâioasei Românești. În 2005, fiilor Marinei Știrbei li s-a restituit proprietatea asupra conacului Dărmănești, pe care l-au vândut unui investitor privat.